# Elisha Gray

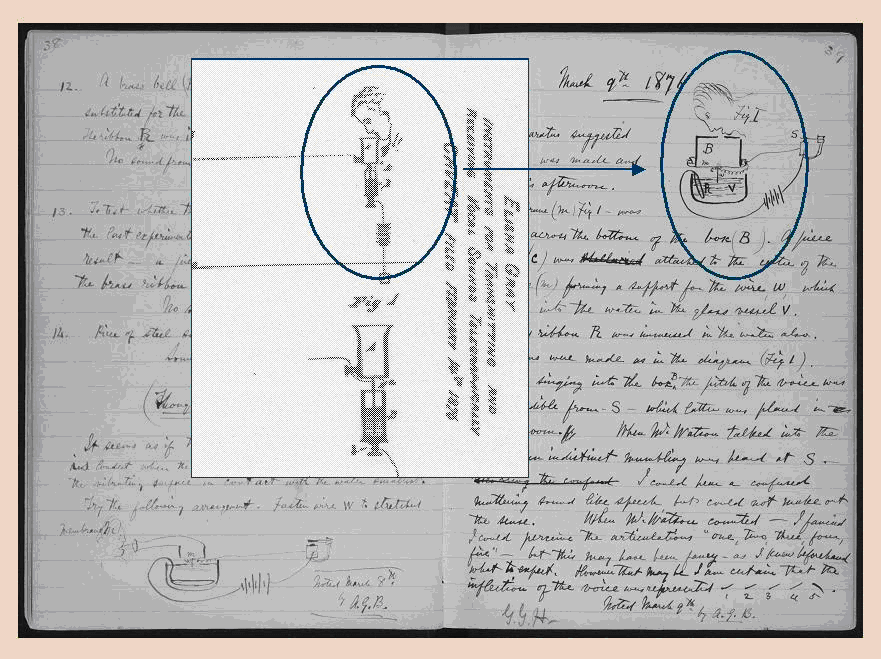
Fragmenty zastrzeżenia patentowego Graya z 14 lutego 1876 roku i wpisu w notatniku Bella z 8 marca ukazujące ich podobieństwo

Elisha Gray (ur. 8 lutego 1835 w Barnesville, Ohio, zm. 21 stycznia 1901 w Newtonville, Massachusetts) – amerykański inżynier elektryk, współzałożyciel Western Electric Manufacturing Company. Największy rozgłos przyniosło mu zbudowanie w 1876 roku w Highland Park w Illinois prototypu telefonu. Jest uważany przez niektórych za prawdziwego wynalazcę telefonu o zmiennym oporze, pomimo tego, że utracił patent na rzecz Alexandra Bella.
Gray jest również uważany za ojca współczesnego syntezatora. Uzyskał przeszło 70 patentów.

## Telefon
Gray złożył w amerykańskim Urzędzie Patentowym zastrzeżenie, opisujące wynalazek urządzenia „transmitującego dźwięki ludzkiego głosu za pośrednictwem obwodów telegraficznych i odtwarzającego je na odbiorczym końcu linii tak, że rozmowy mogą być przeprowadzane przez osoby znajdujące się w znacznym dystansie od siebie”. Było to rozwinięcie myśli technicznej, która poskutkowała wcześniejszymi jego patentami nr US166095 i US166096 z 1875 roku. Zastrzeżenie patentowe zawierało opis i rysunki urządzenia, bez prośby o przeprowadzenie testów.
Zastrzeżenie zostało złożone w Urzędzie Patentowym przez prawnika Graya w poniedziałkowy poranek 14 lutego 1876 roku, tego samego dnia przed południem niezależnie złożył wniosek patentowy prawnik reprezentujący Alexandra Bella. Kolejność złożenia wniosków jest przedmiotem sporów, jednak pierwszeństwo samego skonstruowania przypisuje się Grayowi.

## Niektóre patenty Graya
- Electric Telegraph for Transmitting Musical Tones, 27 lipca 1875[6]
- Improvement in Electric Telegraph for Transmitting Musical Tones, 27 lipca 1875[7]
- Automatic Circuit-Breakers for Electro-Harmonic Telegraphs, 15 lutego 1876[8]
- Electro-Harmonic Telegraph, 15 lutego 1876[9]
- Telephonic Telegraph Apparatus, 11 kwietnia 1876[10]
- Electro-Harmonic Telegraph, 16 stycznia 1877[11]
- Art of Telegraphy, lipiec 1888 (writing telegraph or telautograph)[12]
- Telautograph, lipiec 1888[13]
- Telautograph, październik 1891[14]
- Art of and Apparatus for Telautographic Communication, październik 1891 (poprawiona prędkość i dokładność)[15]
- Telautograph, luty 1893[16]
- Telautograph, kwiecień 1893[17]